# Kroktjärnen (Stensele socken, Lappland, 722838-156246)
Kroktjärnen är en sjö i Storumans kommun i Lappland och ingår i Umeälvens huvudavrinningsområde.